# Aare nuquerna
Aare nuquerna (aaɾe nukuerna) (o esse nuquerna) es la octava letra adicional del sistema de escritura que inventó J. R. R. Tolkien en sus obras como El Señor de los Anillos conocido como Tengwar.
Tiene el mismo valor que aare, se usa para representar las tehtar(vocales)
En quenya tiene los valores de: z, r o ss. En castellano no se usa.
- Datos: Q30903149